# Perfumería Gal

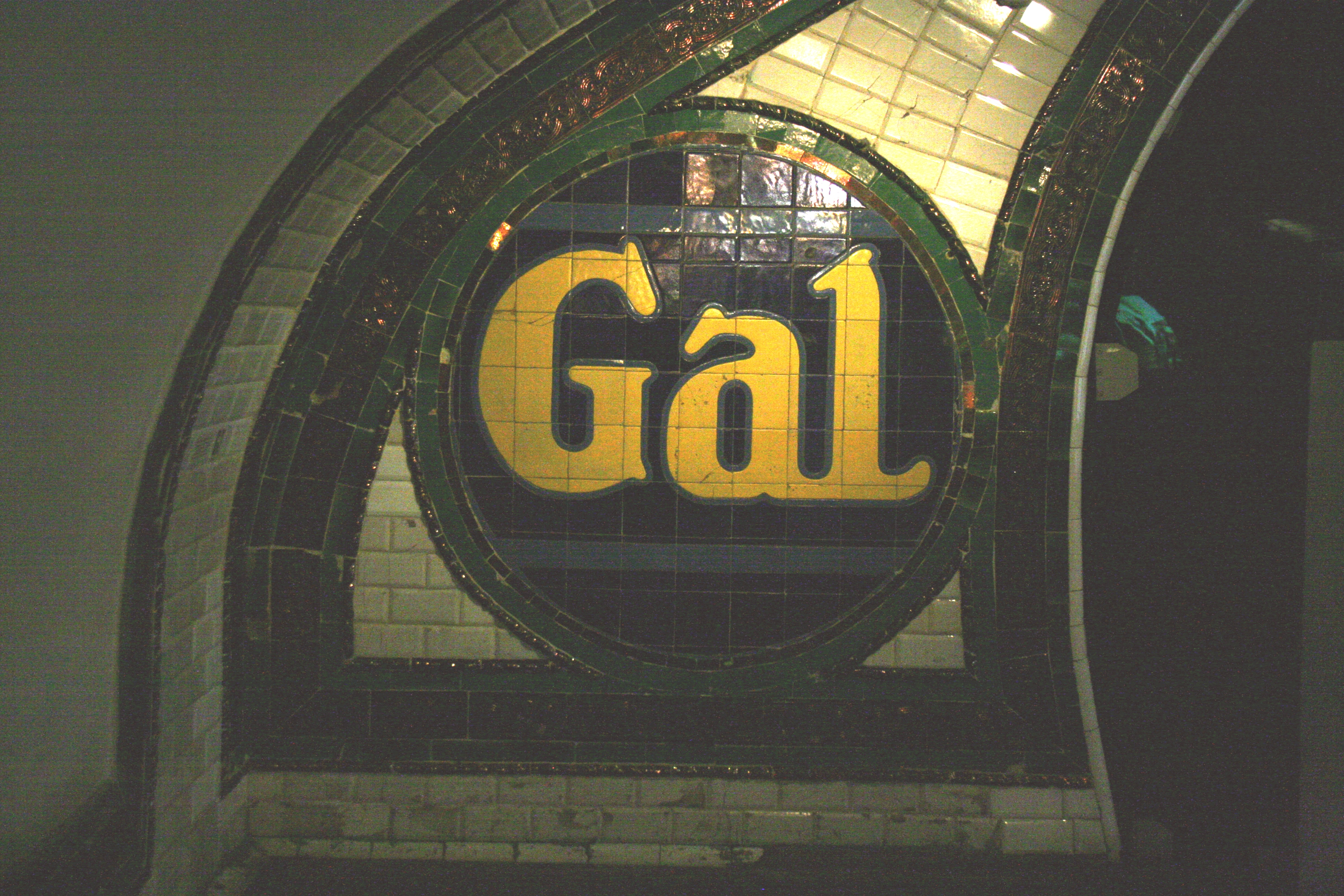
Anuncio de Gal en la Estación de Chamberí.

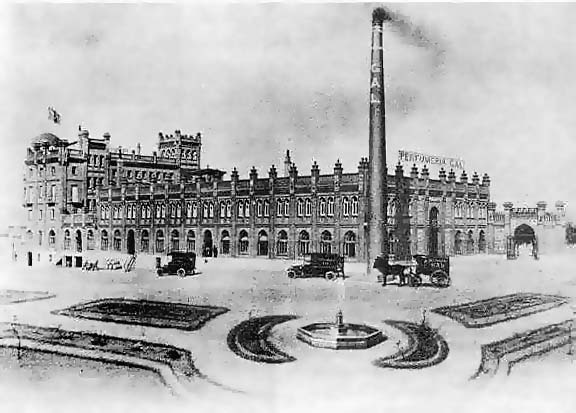
Antigua fábrica de la zona de Moncloa, en Madrid (1915).

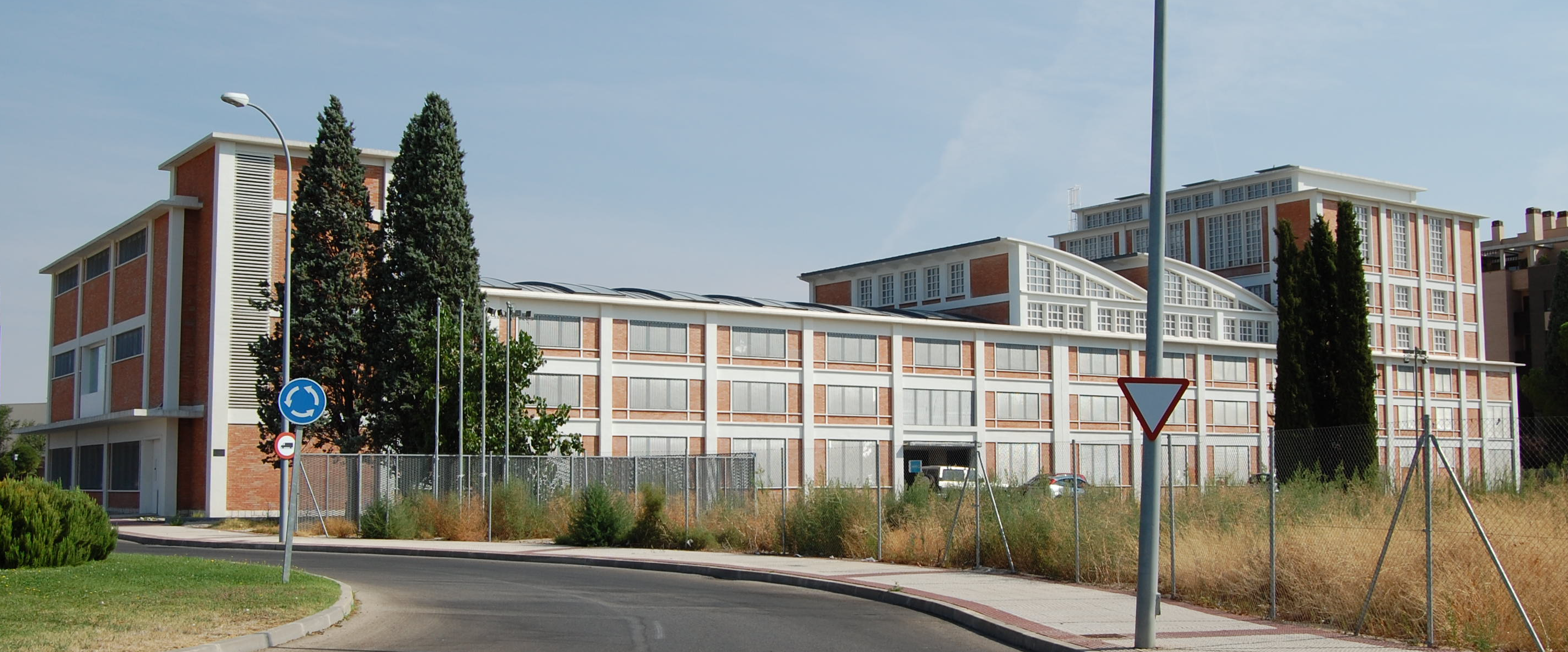
Antigua fábrica de Perfumería Gal en Alcalá de Henares (1960).

Perfumería Gal fue una empresa española fundada por los empresarios iruneses Salvador Echeandía Gal y Lesmes Sainz de Vicuña Arrascaeta.

## Historia
En 1898 Salvador y su hermano Eusebio empiezan a fabricar el Petróleo Gal loción para el cabello en su droguería de la calle del Arenal, 2, en Madrid. En 1901 Gal, debido al éxito de ventas, empieza a fabricar en serie y decide constituirse en Sociedad Anónima, contando con el apoyo financiero del también irunés Lesmes Sainz de Vicuña Arrascaeta. En 1903 inician su expansión internacional abriendo delegación en París, y continuando años después con la de Londres, Estados Unidos, Argentina y México. En 1905 Salvador y Eusebio crean el jabón Heno de Pravia, todavía en venta actualmente y que es considerado el jabón de tocador de más larga historia de España.
En 1915 se inaugura la nueva Fábrica Gal, edificio con una superficie de 4700 m², de arquitectura modernista de estilo neomudéjar del arquitecto Amós Salvador Carreras, que fue premiado por el Ayuntamiento de Madrid. Quedó destruido durante la Guerra Civil, pasando la producción a la fábrica de Floralia, aunque después volvió a reanudar su producción. Fue derribado en los años 70. 
En el año 1925 Gal se convierte en proveedor de la familia real española y continúa expandiendo el negocio con productos como las colonias Añeja y Lavanda Inglesa de Gal, la pasta de dientes Dens, etc. En 1960 se inaugura la fábrica de Alcalá de Henares, proyectada por el arquitecto Manuel Sainz de Vicuña García-Prieto (nieto del fundador y siendo Presidente el también irunés e hijo de Lesmes, Manuel Sainz de Vicuña Camino), que mantuvo la producción hasta el año 2004, fecha en que la empresa pasó a ser propiedad del Grupo Puig. En 2020 finalizó su rehabilitación como espacio sociocultural por parte del ayuntamiento.
Fábricas
La primera fábrica fue inaugurada en 1899 y se situó en la calle de Ferraz 25, haciendo esquina con la calle de Quintana. Posteriormente se trasladó a una sede entre las calles de Isaac Peral y Fernando el Católico, más tarde a Alcalá de Henares. En el primer edificio en Alcalá de Henares se mantuvo la producción hasta el 2004, momento en el que se traslada a otro edificio en el polígono de La Garena.
La mayor parte del primer conjunto en Alcalá de Henares se derruyó y solo se salvaron el antiguo edificio central de administración de la empresa y algunas naves adjuntas. Ya rehabilitada, ahora mismo se utiliza como plató de rodaje de series, programas y anuncios de televisión y desde hace unos años es la sede del belén monumental de la Asociación Complutense de Belenistas. 